# 東広島市立八本松中央幼稚園
東広島市立八本松中央幼稚園（ひがしひろしましりつ はちほんまつちゅうおうようちえん）は、かつて広島県東広島市八本松町原に所在していた市立幼稚園。

## 概要
東広島市の西部・八本松町にある。通称「はちよう」。付近には八本松小学校、八本松中学校などの公共教育施設がある。

## 沿革

### 経緯
八本松中央幼稚園は、周辺地域の人口の増加に伴い幼稚園設立の要望が高まる中で、1973年に創立された。

### 年表
- 1973年4月 - 八本松町立八本松中央幼稚園と称し、八本松中学校を仮園舎として開園。
- 1973年6月 - 園舎竣工。
- 1974年4月 - 町合併・市制施行により東広島市立八本松中央幼稚園と改称。
- 1975年4月 - 入園希望者の増加により園舎２教室増築。
- 1977年7月 - 八本松中央幼稚園園歌披露。
- 1989年6月 - 飼育小屋新築。
- 1999年8月 - 園舎の大改修工事。
- 2000年4月 - 1クラスの定員が35名となる。
- 2023年3月 - 閉園[1]

## 園の行事
- 春
  - 入園式
  - さつまいも植え
- 夏
  - プール開き
  - どきどきわくわくなつまつり
- 秋
  - 運動会
  - にこにこわくわくステージ
- 冬
  - おわかれ遠足
  - 卒園式

## 交通
- JR八本松駅から徒歩10分